# Айра Ікер
Айра Клеренс Ікер (англ. Ira Clarence Eaker; 13 квітня 1896, Понтоток, Техас — 6 серпня 1987, авіабаза Ендрюс, Меріленд) — американський воєначальник, генерал Повітряних сил США (1985). Учасник Другої світової війни, командувач 8-ї повітряної армії на Європейському театрі в роки Другої світової війни.

## Біографія
Військова кар'єра
- 15 серпня 1917 — другий лейтенант
- 6 вересня 1919 — перший лейтенант
- 1 липня 1920 — капітан
- 1 серпня 1935 — майор
- 18 серпня 1940 — підполковник
- 24 грудня 1941 — полковник
- 17 січня 1942 — бригадний генерал
- 7 вересня 1942 — генерал-майор
- 13 вересня 1943 — генерал-лейтенант
- 26 квітня 1985 — генерал

Айра Клеренс Ікер народився 13 квітня 1896 року у Філд-Крік, штат Техас, у 1896 році в родині голландського фермера-орендаря. Освіту здобув у Південно-Східному державному педагогічному коледжі в Дюранті, штат Оклахома. У серпні 1917 року поступив на військову службу до армії. Був призваний на дійсну службу в 64-й піхотний полк у Кемп-Блісс, Ель-Пасо, Техас з присвоєнням військового звання другий лейтенант піхоти офіцерського резервного корпусу. 20 грудня 1917 року 64-й піхотний полк був включений до 14-ї піхотної бригади 7-ї піхотної дивізії, що готувалася до відправлення до Франції. 15 листопада 1917 року Ікер продовжив службу в регулярній армії. Пізніше він отримав ступінь бакалавра мистецтв з журналістики в Університеті Південної Каліфорнії в 1934 році.
До березня 1918 року Ікер продовжував службу в 64-му піхотному полку, коли його відправили на курси льотної підготовки в Остіні та Келлі Філдс у Техасі. Після закінчення навчання в жовтні наступного року він отримав кваліфікацію пілота і був направлений у Роквелл-Філд, Каліфорнія.
У липні 1919 року офіцер був переведений для подальшого проходження служби на Філіппінські острови, де служив у 2-й авіаескадрильї у Форт-Міллс до вересня 1919 року; у 3-й авіаційній ескадрильї в Кемп Стотсенбург до вересня 1920 року та на штабних посадах Департаменту авіації, а також до вересня 1921 року командував авіабазою постачання у філіппінській Манілі.
1 липня 1920 року його призвали до регулярної армії в чині капітана Авіаційної служби, а в січні 1922 року він повернувся до Штатів для виконання обов'язків у Мітчел Філд, штат Нью-Йорк, де Ікер командував 5-ю авіаційною ескадрильєю, а пізніше був ад'ютантом.
У червні 1924 року Ікер був призначений виконавчим помічником в Управлінні авіаційної служби у Вашингтоні, округ Колумбія, а з 21 грудня 1926 року по 2 травня 1927 року — пілот одного з плавучих літаків Loening OA-1 Pan American Goodwill Flight, який здійснив політ на 35 200 км навколо Південної Америки та разом з іншими був нагороджений призом Маккея. Потім він став виконавчим офіцером в офісі помічника військового міністра у Вашингтоні.

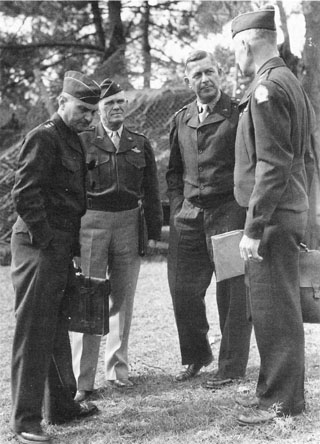
Керівники операції «Енвіл» (зліва направо): американські генерали Айра Ікер, Джон К. Кеннон, Джейкоб Деверс і Томас Ларкін. 1944

У вересні 1926 року він був призначений офіцером з експлуатації та лінійного технічного обслуговування в Боллінг-Філд, Вашингтон. Виконуючи цю посаду, він брав участь у ролі старшого пілота в польоті армійського літака Question Mark з 1 по 7 січня 1929 року, поставивши новий світовий рекорд тривалості польоту. За це досягнення весь екіпаж з п'яти осіб, включаючи Ікера та командира місії майора Карла Спаатса, були нагороджені Хрестом льотних заслуг. У 1930 році Айра Ікер здійснив перший трансконтинентальний політ повністю по приладах.
У жовтні 1934 року Ікер прибув для продовження служби на авіабазу Марч-Філд, штат Каліфорнія, де очолив командування 34-ю винищувальною ескадрильєю, а пізніше 17-ю винищувальною ескадрильєю. Влітку 1935 року він був направлений на службу у ВМС і на борту авіаносця «Лексінгтон» брав участь у маневрах на Гаваях і Гуамі.
У серпні 1935 року Ікер поступив до тактичної школи повітряного корпусу в Максвелл Філд, штат Алабама, а після закінчення в червні наступного року продовжив навчання в армійській Командно-штабній школі у Форт Лівенворті, штат Канзас, яку закінчив у червні 1937 року. З 3 по 7 червня 1936 року Ікер здійснив перший трансконтинентальний політ «наосліп» (лише за показаннями приладів літака) з Нью-Йорка до Лос-Анджелеса. Пізніше призначений помічником начальника відділу інформації в Офісі начальника авіаційного корпусу (OCAC) у Вашингтоні. У листопаді 1940 року Ікер отримав командування 20-ю винищувальною групою в Гамільтон-Філд, Каліфорнія. У 1941 році він отримав звання полковника.

### Друга світова війна
У січні 1942 року Айра Ікер підвищений у ранзі до бригадного генерала. Незабаром він отримав від керівництва завдання — організувати VIII бомбардувальну команду (яка пізніше була реорганізована у 8-му повітряну армія) в Англії та вивчати британську систему проведення бомбардувальних операцій. У грудні 1942 року він прийняв командування 8-ю повітряною армією, яку створював. У промові, яку він виголосив перед британцями, яка зробила йому прихильну публічність, він сказав: '.

| ««Ми не будемо багато говорити, доки не закінчимо бої. Ми сподіваємося, що після того, як ми підемо, ви будете раді, що ми прийшли» Оригінальний текст (англ.) «"We won't do much talking until we've done more fighting. After we've gone, we hope you'll be glad we came." |
Значна частина персоналу Ікера, з якими він починав роботу на Британських островах, включаючи капітана Фредеріка В. Касла, капітана Бейрна Лея-молодшого та лейтенанта Гарріса Халла, складалася з офіцерів запасу, а не кадрових військових, і група стала відомою як «Аматори Ікера».
Протягом усієї війни Ікер був прихильником «точного» бомбардування військових і промислових об'єктів на окупованій Німеччиною території та, зрештою, Німеччини, у денний час, щоб завдати удару по здатності противника вести війну, мінімізуючи втрати серед цивільного населення. Британці вважали денне бомбардування надто ризикованим і хотіли, щоб американці приєдналися до них у нічних рейдах, які б націлювалися на завдавання ураження ширшим територіям. Але Ікер переконав скептично налаштованого Вінстона Черчилля, що американський і британський підходи доповнюють один одного, у односторінковому меморандумі, який завершував: «Якщо Королівські ПС продовжує нічні бомбардування, а ми бомбимо вдень, ми будемо бомбити їх цілодобово, і диявол не матиме спокою».
17 серпня 1942 року він особисто взяв участь у першому американському нальоті важких бомбардувальників B-17 «Летюча фортеця» проти німецьких окупаційних сил у Франції, атакувавши Руан. Однак, оскільки втрати американських бомбардувальників унаслідок атак німецьких винищувачів при проведенні місій з глибокого проникнення за межі доступного радіусу дій союзних винищувачів, Ікер, можливо, втратив частину довіри командувача ПС армії США генерала Генрі Арнольда. Щоб зменшити втрати для винищувачів, Ікер був рішучим прихильником поставок на озброєння модернізованої версії «Летючих Фортець» Boeing YB-40 Flying Fortress, озброєного додатковими гарматними баштами з навідниками замість бомбового навантаження та мав діяти як бомбардувальник далекої дії, своєрідний «ганшип» для супроводу звичайних бомбардувальників. Однак YB-40 не здобув значного успіху в бою. Ікер також рішуче виступав за роботу над покращенням радіусу дії звичайних винищувачів, які використовують підвісні баки.
Коли у грудні 1943 року генерал Дуайт Д. Ейзенхауер був призначений Верховним головнокомандувачем союзних експедиційних сил, він запропонував використати на ключових посадах команду своїх колишніх підлеглих командувачів, яких він знав особисто, у тому числі генерал-лейтенанта Джиммі Дуліттла. Дуліттл був призначений командувачем 8-ї повітряної армії, і Арнольд погодився із зміною.
Відповідно Айру Ікера перепризначили на посаду командувача Середземноморськими повітряними силами союзників, попередній командувач, британський генерал Теддер був обраний Ейзенхауером для планування повітряних операцій для вторгнення в Нормандію. Під командуванням Ікера на новій посаді були 12-та та 15-та повітряні армії, а також Британські пустельні повітряні сили та балканські повітряні сили. У лютому 1944 року генерал Ікер не схвалював план бомбардування Монте-Кассіно, вважаючи його сумнівною військовою метою, але врешті-решт відмовився від місії та піддався тиску сухопутного командування. Історики тієї епохи тепер загалом вважають, що скептицизм Ікера був правильний і що стародавнє абатство в Монте-Кассіно можна було зберегти, не ставлячи під загрозу просування союзників через Італію. 2 липня 1944 року Айра Ікер особисто керував першим нальотом операції «Френтік», вилетівши на B-17 під назвою «Янкі Дудл II» і приземлившись на радянській базі в Полтаві в Україні.
30 квітня 1945 року генерал Ікер був призначений заступником командувача армійськими повітряними силами та начальника штабу повітряних сил армії. 31 серпня 1947 року він пішов у відставку, отримавши звання генерал-лейтенанта новостворених ПС США за списком звільнених у відставку 29 червня 1948 року.
Майже через 40 років після його виходу на пенсію Конгрес прийняв спеціальне законодавство щодо присвоєння генералу Ікеру статусу чотиризіркового генерала ПС США, за ініціативою генерал-майора резерву ПС у відставці та сенатора Баррі Голдвотера (Аризона) та схваленого президентом Рональдом Рейганом. 26 квітня 1985 року начальник штабу ПС генерал Чарльз Гебріел і Рут Ікер, дружина генерала, почепили йому четверту зірку.
Після виходу на пенсію Айра Ікер був віце-президентом авіаційних компаній Hughes Tool Company та Hughes Aircraft (1947–57) і Douglas Aircraft Company (1957–61).